# Situazione imbarazzante
Situazione imbarazzante (Bachelor Mother) è un film del 1939 diretto da Garson Kanin.
Divertente commedia degli equivoci in stile Hollywood anni trenta/quaranta, con protagonisti Ginger Rogers e David Niven.

## Trama
Polly Parrish è una commessa licenziata da un grande magazzino la vigilia di Natale, quando trova un neonato abbandonato.
Scambiata per una ragazza madre dalla "casa del trovatello" dove consegna il piccolo, viene riassunta immediatamente per interessamento dello stesso principale David Merlin, mosso a compassione da un responsabile dell'istituto che porta il bimbo a casa della giovane.
Polly, per andare a una gara di ballo con il collega Freddie, porta allora il bambino a casa Merlin, facendo immaginare al collega di avere avuto una relazione con il loro capo. Questi, dopo averli inseguiti inutilmente, attende la ragazza a casa sua. Al suo ritorno, Polly raccoglie l'indignazione di David che la crede una madre snaturata ma che è comunque disposto a non licenziarla se prometterà di tenere il bambino. La ragazza allora sta al gioco e per conservare il lavoro tiene il bambino fingendo di esserne la madre.
David è ormai attratto da Polly e nei giorni seguenti si avvicina a lei scoprendo in effetti solo lati positivi. Quando, appena promosso, viene retrocesso al vecchio impiego proprio per colpa di Merlin, Freddie, per vendetta, manda un messaggio anonimo al padre di David per informarlo che il figlio gli nasconderebbe un nipote.
J. B. Merlin, seguendo il figlio, incontra Polly e, di fronte al piccolo John, si intenerisce convinto che sia suo nipote. Non sentendo ragioni, pretende che il figlio regolarizzi la relazione con la ragazza. David spiega allora la situazione imbarazzante a Polly che, in principio è divertita, poi quando lui allude al matrimonio riparatore come ad una cosa assurda, si offende, in quanto ormai anche lei innamorata.
Tra fughe e ulteriori equivoci, alla fine David chiede a Polly di sposarla. Lei accetta e non solo per il bene di John, che il sig. Merlin crede fermamente sia suo nipote e che il futuro marito ha finalmente capito non essere neanche il figlio di lei.

## Produzione
Il film fu prodotto dalla RKO Radio Pictures (con il nome RKO Radio Pictures, Inc.). Del film fu fatto un remake, Un turbine di gioia, diretto da Norman Taurog, nel 1956.

## Distribuzione
Distribuito dalla RKO Radio Pictures, il film uscì nelle sale cinematografiche USA il 4 agosto dopo essere stato presentato in prima il 30 giugno 1939 a New York. In Italia, si poté vedere solo dopo la guerra, distribuito il 26 aprile 1947.

## Riconoscimenti
La pellicola ottenne una candidatura ai Premi Oscar 1940 con Felix Jackson per il miglior soggetto.